# Elizabeth Mary Grosvenor
Lady Elizabeth Mary Levenson-Gower (Sutherland, Escocia, 8 de noviembre de 1797 - Somerset (Inglaterra), 11 de noviembre de 1891) fue una aristócrata y escritora de viajes británica. Destacó por su participación en periódicos de la época, como The Spectator, y por sus diarios de viaje como Diary of a Tour Sweden, Norway and Russia in 1827 with letters (publicado en 1879) y Narrative of a Yacht in the Mediterranean (1840-41) (publicado en 1842).

## Reseña biográfica
Lady Elizabeth nació en el Castillo de Dunrobin (Escocia). Recibió una educación acorde a su estatus social, destacando entre sus intereses personales la pintura, la música y la escritura. A los veintiún años contrajo matrimonio con Richard Grosvenor en Staffordshire (Inglaterra), el 16 de septiembre de 1819. De aquella unión aristocrática descendieron seis hijos: Elizabeth Lawley (Baronesa de Wenlock), Hugh Grosvenor (Primer Duque de Westminster), Lady Mary Frances Grosvenor, Calorine Amelia Leigh (Baronesa Leigh de Stoneleigh),Lady Octavia Shaw-Stuart y Lady Teodora Guest. 
Volcada en las cuestiones sociales, su nombre figuró en varias ocasiones en reseñas y artículos en periódicos del momento. Figura relevante entre los ecos de sociedad de su país, también cuenta con diarios personales en los cuales relata sus impresiones sobre los lugares que visitó. La ciudad de Málaga fue uno de los enclaves que la aristócrata narra en su obra Narrative of a Yacht in the Mediterranean (1840-41), concretamente, describe la disposición y anécdotas sobre el Cementerio Inglés.
Falleció el 11 de noviembre de 1891 en Inwood, Somerset (Inglaterra) y fue enterrada en la iglesia de Saint Mary the Virgin, en Eccleston (Lancashire).

## Obras
- A Yacht Voyage in the Mediterranean (1840-1841) (1842)
- Diary of a Tour Sweden, Norway and Russia in 1827 with letters (1879)